# 空氣調節

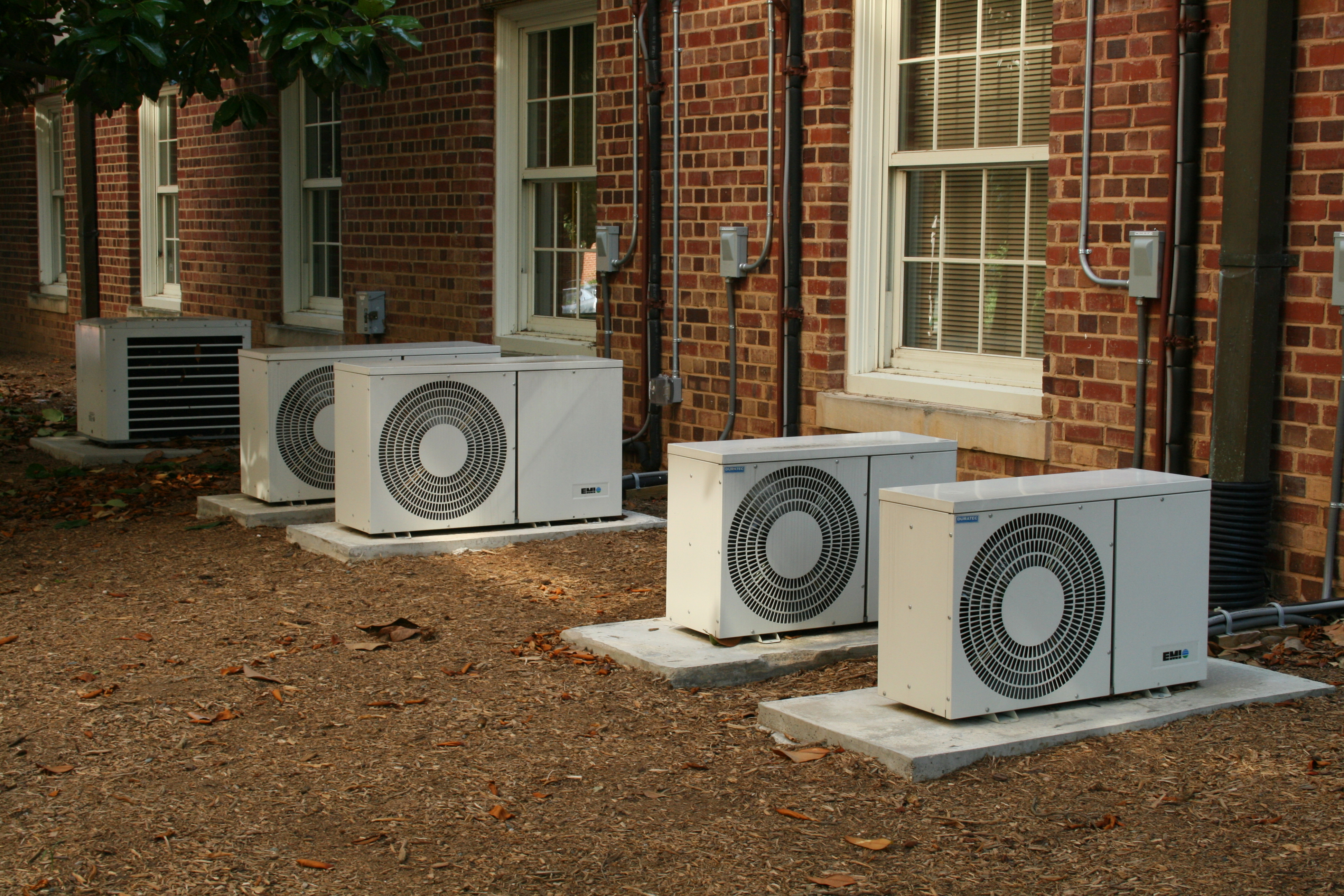
分離式空調室外部分（北卡羅萊那大學教堂山分校）

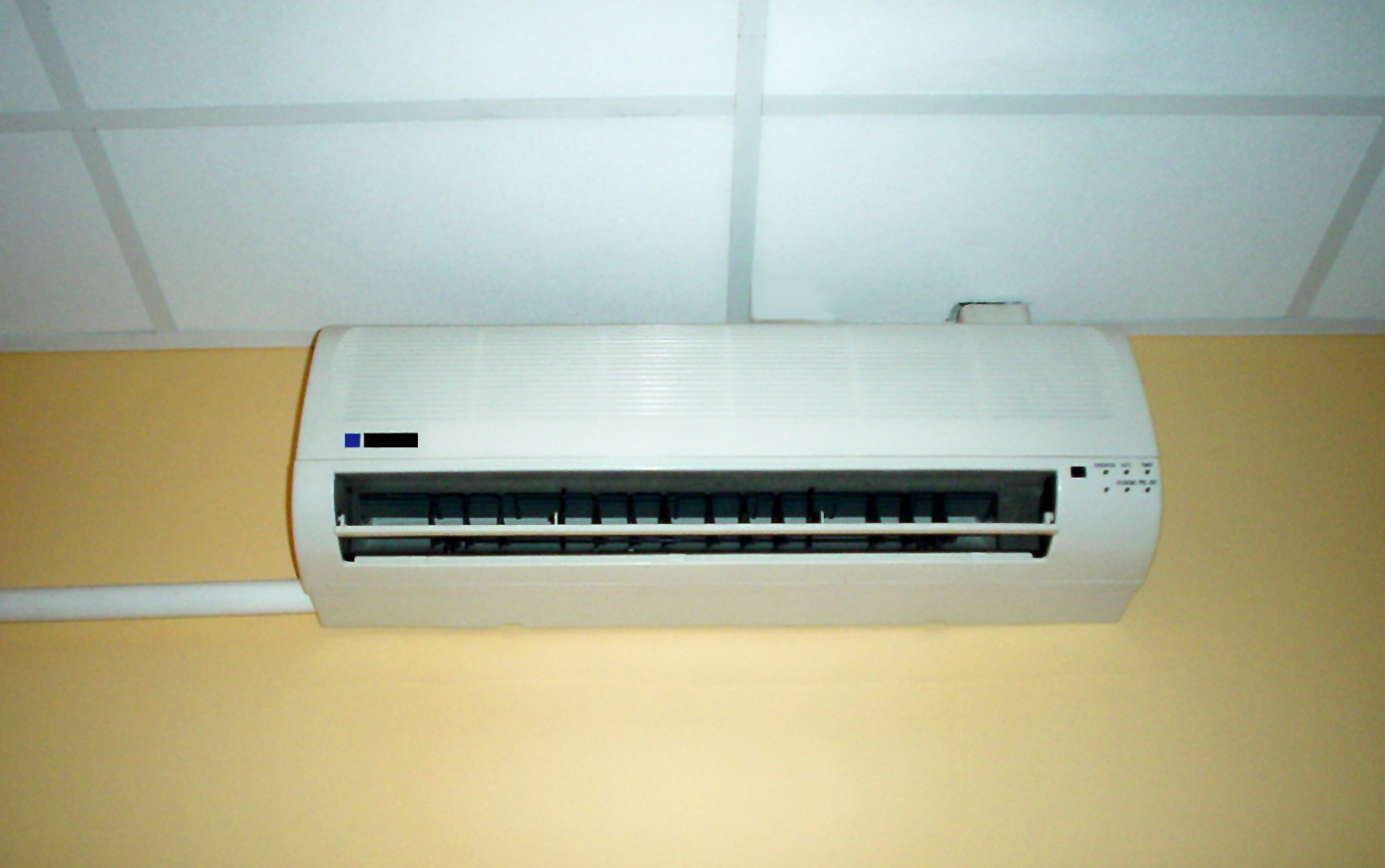
分離式空調室內部分控制面板和進出風口

空氣調節，簡稱空調，是包含溫度、濕度、空氣清淨度以及空氣循環的控制系統。這與冷氣機／空調供應冷氣、暖氣或除濕的作用原理均類似，大部分利用冷媒在壓縮機的作用下，發生蒸發或凝結，從而引發週遭空氣的蒸發或凝結，以達到改變溫、濕度的目的。冷氣機及暖氣機的效率會用性能係數來表示，是輸入功和提供熱能（或抽出熱能）的比例值，一般來說，直流馬達比交流省電，變頻比傳統壓縮機省電，因為能夠節省大量的電費，直流變頻型態逐漸成為市場主流。

## 歷史
北非、西亚和印度很早以前就出现了被动制冷的捕风塔。
19世紀，英國科學家及發明家麥可·法拉第，發現壓縮及液化某種氣體可以將空氣冷凍，此現象出現在液化氨氣蒸發時，當時其意念仍流於理論化。
1842年，佛羅里達州醫生约翰·B·戈里以壓縮機技術製造冰，用來為他在佛羅里達州阿巴拉契科拉的醫院病人提供涼爽的空氣。他曾想用這種製冰技術來調節大樓的溫度，並申請專利。但因缺乏資金，並未付諸實現。新澤西州霍博肯的工程師阿爾弗列德·渥爾夫（Alfred R Wolff, 1859-1909年）協助設計嶄新的空氣調節系統，並把技術用於商業大廈，他被認為是空氣調節的先驅之一，但並不著名。
1902年後期，首個現代化、電力推動的空氣調節系統由威利斯·開利發明。其設計與渥爾夫的設計差別在於並非只控制氣溫，亦控制空氣的濕度以提高紐約布魯克林一間印刷廠的製程品質。此技術提供了低溫度及濕度的環境，令紙張面積及油墨的排列更準確，即發明了除濕機。其後，開利的技術開始用於工作間以提升生產效率。
在逐漸發展下，空氣調節開始用於提升居家及汽車駕駛的舒適度。建於1906年，位於北愛爾蘭貝爾法斯特的皇家維多利亞醫院，在建築工程學上具有特別意義，被稱為世界首座設有空氣調節的大廈。
1906年，美國北卡羅萊納州夏洛特的史都亞特·W·克拉默（Stuart W. Cramer）正找尋方法增加其南方紡織廠的空氣濕度。克拉默把技術命名為「空氣調節」，並在同年將其用於專利申請中，作為水調節（water conditioning）的代替品。水調節當時是一個著名的程序，可令紡織品的生產較容易。他把水氣與通風系統結合以「調節」及轉變工廠裡的空氣，控制紡織廠中極重要的空氣濕度。威利斯·開利使用此名稱，並把它放進其1907年創辦的公司名稱：「美國加利亞空氣調節公司」（今開利公司）。
最初的空調、電冰箱使用氨、氯甲烷之類的有毒氣體。這類氣體洩漏後會釀成重大事故。托马斯·米基利在1928年發明了氯氟碳氣體（chlorofluorocarbon gas），並將其命名為氟利昂。這種製冷劑對人類安全得多，但是對大氣臭氧層有害。氟利昂是杜邦公司CFC、HCFC或HFC類冷凍劑的商標，其中每一類冷凍劑名稱還包括一個數字，以表示其成分的分子組成（例如R-11, R-12, R-22, R-134）。其中，在直接蒸發式適度冷卻產品領域應用最廣的R-22 HCFC製冷劑已於2010年起開始停用於新生產的設備中，並於2020年澈底停止使用。R-11和R-12在美國已經停產。作為替代品，一些對臭氧層無害的製冷劑已投入使用，包括商品名為「Puron」的製冷劑R-410A。

## 原理

### 冷凍循環

冷凍循環示意圖：1) 凝結盤管，2) 擴張閥，3) 蒸發盤管，4) 壓縮機

一般構造

在冷凍循環中，熱泵把熱量由一個低溫熱源傳送到另一個較高溫区域的散熱裝置，熱量會自然地以相反方向流動。這是最普遍的空氣調節方式。冰箱的運作原理與此相當接近，把熱量由冰箱內部傳送至冰箱外的空氣中。
此循環可以用卡諾循環 (Carnot cycle) 解釋。
最常見的冷凍循環使用電動馬達推動一個壓縮機。在汽車上，壓縮機是由引擎的曲軸透過滑輪推動，兩者皆使壓縮機作壓縮循環。由於熱量被吸收時會產生蒸發現象，而熱量釋放時會產生凝結，空氣調節機使用壓縮機在兩個間隔之間造成壓力的轉變，並以泵令冷媒流動。製冷模式時，壓縮機將冷媒由氣態壓縮成氣液混合態。氣體壓縮過程導致冷媒溫度升高到接近100°C。從壓縮機出來的高溫高壓混合態冷媒，流進室外機的冷凝器，通過室外機的軸流風扇的氣冷將熱量從冷凝器的銅管與鋁片上帶走，冷媒溫度降低到稍高於室外溫度。然後，常溫中壓冷媒經過毛細管，所受壓力急劇減小，溫度急劇降低至零度的低溫常壓冷媒，通過包裹保溫棉的連接管進入室內機的蒸發器，室內機的貫流風扇帶來的空氣流經蒸發器的銅管和鋁箔片被吸收大量的熱量，低溫空氣吹出室內機。蒸發器出來的常壓常溫冷媒，又通過鏈接管回到壓縮機，開始另一個循環。

#### 濕度
冷凍空氣調節器材通常會降低已處理空氣的濕度。比較冷（低於露點）的蒸發盤管把已處理空氣的水蒸氣凝結，正如冷飲品會令容器外空氣中的水蒸氣凝結一樣，水份將經過污水管流走，如此會去除了冷凍空間中的水蒸氣，並使相對濕度降低。由於人體會自然地透過蒸發排出的汗水以降低體溫，較乾燥的空氣會提高人體的舒適度。舒適的空氣調節系統通常設計成可排放出相對濕度介乎40%至60%的空氣。在食品零售商的物業中，大型開放式冷凍櫃可作為高效率的空氣抽濕器材。

#### 製冷劑（冷媒）
氟利昂（Freon，氯氟甲烷）是一系列由杜邦化工及其他公司生產的氯氟烴化學品的商標名稱。這些冷凍劑因具有很高的穩定性及安全性而被廣泛使用。但有證據顯示這些含氯成份的冷凍劑在釋放出大氣時會升到大氣層的上層，其化學作用尚未清楚，但被認為是CFC在同溫層被紫外線照射而分解，放出氯原子。氯原子成為使臭氧分解的催化劑，令為地球防止紫外線照射的臭氧層被嚴重破壞。氯原子會繼續成為催化劑，直至其與其他粒子組成穩定狀態為止。少見但已被禁止生產的CFC冷凍劑包括R-11及R-12。逐漸禁止生產的冷凍劑包括HCFC (R-22，普遍用於家居中)及HFC (R-134a，用於汽車上)已完全取代CFC。而根據蒙特利爾議定書（Montreal Protocol），HCFC亦已逐漸被淘汰，由氫氟碳化物（hydrofluorocarbons，HFC）如R-410A,R404代替，並無氯化物成份。
除了化學製冷劑或化學混和製冷劑的使用之外，傳統使用天然製冷劑（冷媒）氨氣來製作冰塊，但是因氨氣物理特性之影響（如可燃性、毒性、惡臭及腐蝕性），並不適合於家用傳統空調環境使用。多使用於漁船或工業製冰使用。另一發展中之天然製冷劑（冷媒）為二氧化碳。因其超臨界壓縮特性，使用於熱水熱泵有極佳的優勢。

### 蒸發冷凍機

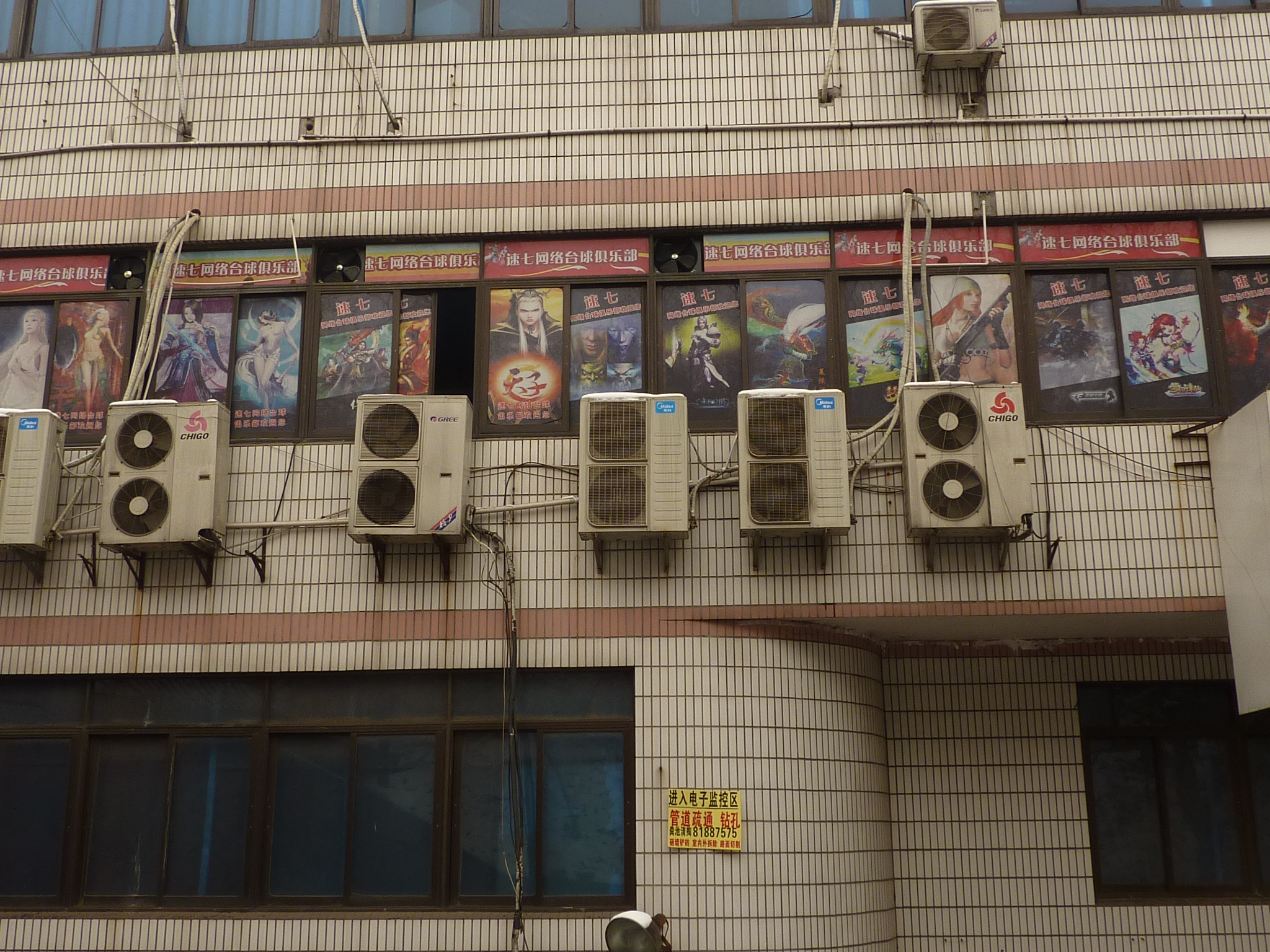
武漢某网吧的懸掛式室外機

### 吸收式冷凍機
一些建築採用燃氣發電機組來發電，發電效率可達40%以上，發電的同時産生的高溫高套水及高溫煙氣可以用來驅動一種叫「吸收式冷凍機組」的設備來制取冷水。制取出來的冷水可以通過末端散熱設備來冷卻空氣，達到空調的目的。
這種既發電又製冷的能源雙重利用技術很有吸引力，尤其是在燃氣價格很合適並且有多種使用要求的地區。
這種同時產熱、電、冷的系統目前叫「三聯供」系統 (小型常見應用就是旅行拖車上的三用冰箱) 多以瓦斯 (亦可燃材) 或電力提供 車屋、船屋，冷暖空調、烹飪、電力、通訊、轉換使用。

## 能源與效率
空調設備的功率在美國通常用一個專業名詞「冷噸」來表達。一「冷噸」的定義為：冷卻一「短噸」（short ton，等於2000磅或907千克）的冰用24小時的時間來溶解所需要的製冷功率。它等於12,000英熱單位/小時或 公制單位3517瓦。民宅（獨立別墅式建築）的中央空調系統通常容量為1到5冷噸。在汽車裡空調需要消耗交直流系統轉換中大約5馬力（4千瓦）的功率。
在效率評估方面，有如下兩項指標：
- EER（Energy Efficiency Ratio），指能源效率比，即冷房能力除以每小時的耗電瓦數，因此冷氣機EER值越高則越有效率。
- COP（Coefficient of Performance），指性能係數，即冷氣機在單位時間抽走的熱量除以它所消耗的功率(一般指电机的输出功率)。

在中国，空调设备的法定标称功率为千瓦或瓦，但俗用“匹”。空调的1匹指的是制冷量为2000大卡，即2325瓦。如果以COP为3.16，则1匹制冷量的额定电功率为2325瓦÷3.16 = 735.5瓦 = 1 马力。 “正1匹”空调机制冷量是2500W。“大1匹”空调机制冷量是2600W。现行的能效比为：一级COP=3.6；二级COP=3.4；三级COP=3.2。

## 隔熱
隔熱可減低空氣調節系統所需要的能量。較厚的牆、反射性的屋頂物料、隔熱玻璃、窗簾及建築物隔鄰的樹木，皆可減低系統的能源需求，耗用較少電能。
增加室內氣密性也是隔熱節能的必要手段，但是也會傷害健康（氣密會讓室內二氧化碳及有害物質累積），想要兼顧省能及健康，應做好氣密，並同時引入過濾過的室外空氣，而如果透過全熱交換機引入空氣，省能效果更好。
須注意是空調機安裝過程中的輔材配件對最終冷卻效果甚至機體壽命有重大影響，蘇寧易購2019年發布行業自主警示，認為最末端的空调安装亂象多發，諸多小水電師傅被請來安裝空調但使用劣質輔材，最終導致冷卻效果打折甚至漏水等現象，卻被不知情的消費者怪罪於空調品牌商或銷售商，蘇寧表示"三分产品，七分安装"再好的空調機要是安裝出差錯也沒用，而較便宜的空調機只要安裝精細不見得製冷效果差，同時苏宁联合中国电器科学研究院发布《集成家电防坑手册》普及大眾知識。

## 特殊場所所需空調設備設計

### 圖書館空調設備
圖書館一些區域會較冷，是因為空調設備因為必須顧慮到保存藏書的品質，所以必須兼顧空氣中的濕度與溫度。一般而言，高溫高濕時會加速纖維氧化分解，也會增加黴菌等微生物的活性而危害紙張，因此溫度20℃、濕度50％為書籍理想保存條件。

## 各地的家居空氣調節系統
家居空氣調節系統在西亞最為常見與普及。由於夏季氣候炎熱，而生活水平亦較高，空氣調節成為一種生活必需品。隨著生活水平的提升，空調在熱帶氣候的東南亞地區如馬來西亞、越南與菲律賓等地的有錢人社區亦逐漸普及。
東亞地區如日本、中國大陆、香港、新加坡和台灣等為生產空調的重要產地。此地区製造的空調系統多數為窗口式（窗型）或分體式，以分體式較為先進及昂貴。
在美國，家居空氣調節系統在東岸及南部較為常見，而美國北部和西岸地区夏天氣溫不高，因此民眾甚少使用。不過，中央空調系統在美國較常見，並成為佛羅里達州新建住宅的非正式標準。南美與澳洲等南半球國家到了12月的夏天也很炎熱，因此北方地區也配備了冷氣。
在歐洲，家居空氣調節系統則較為罕見，部份原因是歐洲較為溫和而沒有炎熱夏季的氣候及社會原因，如西班牙人傳統上會進行午睡（siesta），及到北遊法國渡過漫長的暑假；但世界氣候暖化的現象可能令空調系統更為普及，而且冷氣機一般也可以用於供應暖氣，算是一石二鳥。住宅、老人院及醫療設施皆欠缺空調設備，可能是歐洲在2003年熱浪侵襲中造成35,000人死亡的原因之一。

## 健康影響

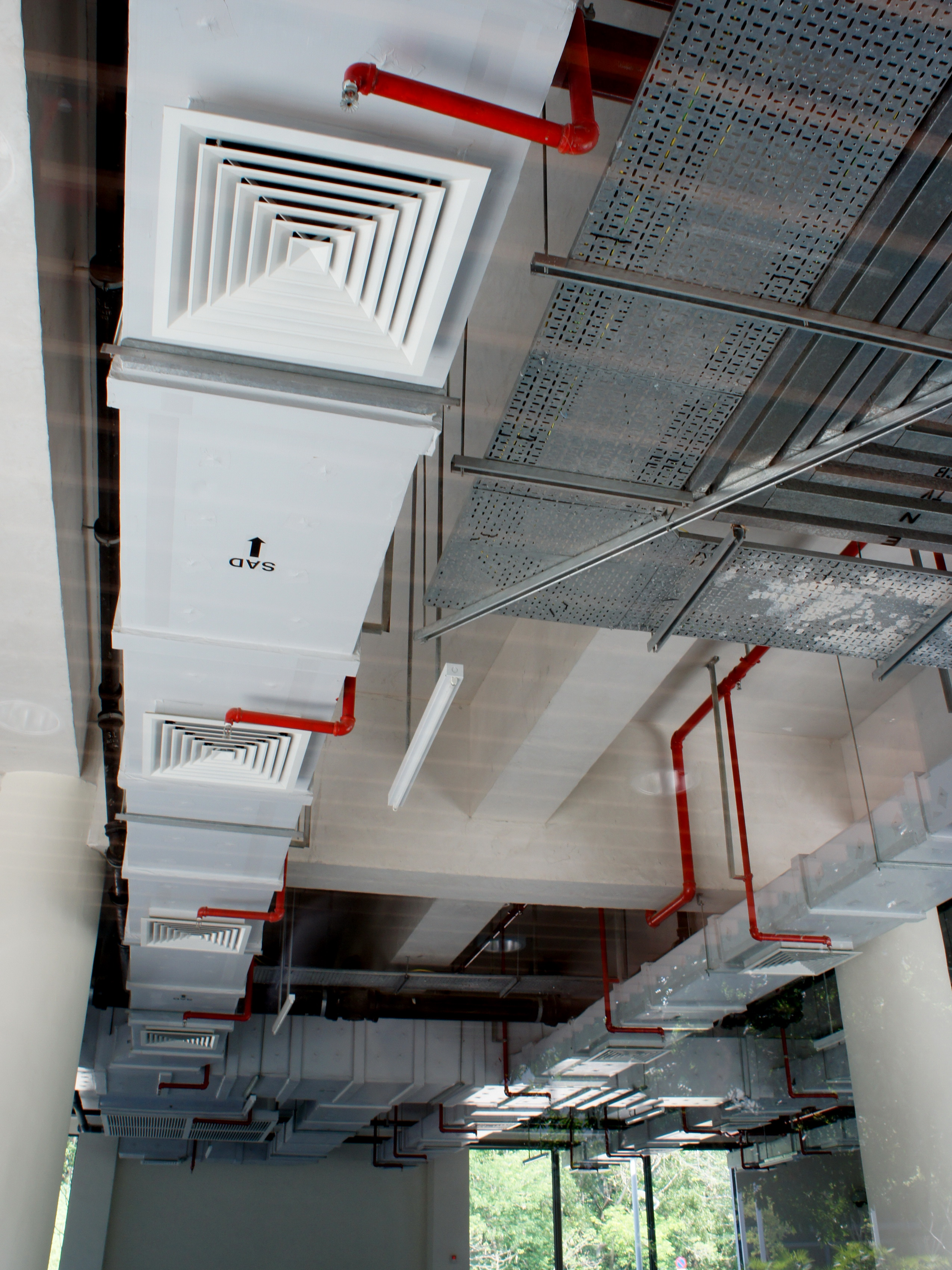
中央空調風道

許多空調機只有很普通的濾網，過濾灰塵及阻止黴菌滋生效果非常有限，因此灰塵及黴菌會堆積在空調機的風道、熱交換器及風扇上，而多數空調機有許多地方必須由專業人士拆機才能洗到（市面上有許多空調機清洗劑，但這種方法洗不到空調機深處，因此效益有限），若沒有定期由專人清洗（常開啟空調的家庭，清洗間隔可能要低於一年），空調機反而會劣化空氣品質。許多使用者不知道要定期請專人清洗室內的冷氣機、或以為自行清洗即可，因此造成空氣品質下降，提高過敏、氣喘患病率。
空調機在冷氣模式時，空調機變髒的速度可能會加快，因為水會凝結在熱交換器上，當空調機關閉後，這些水會讓霉菌更容易在空調機內部生長，因此冷氣關閉後，空調機的風扇仍須開啟至少數分鐘、以吹乾內部水氣，多數空調機都有冷氣關閉後自動送風一段時間的功能選擇。
空調機外加靜電濾網甚至HEPA濾網、並定期更換，可以減少致敏源進入封閉的環境，減少過敏問題，但由於空氣傾向繞過濾網，因此沒有良好氣密設計的空調機仍須經常清洗（空調機過濾器的氣密設計很重要、與濾網效能及定期更換濾網一樣重要，有效的氣密設計才能確保進入空調機的空氣全部都經過過濾）。而如果要過濾有害氣體，還需要加入活性炭濾網或更有效的CPZ濾網。
另外，二手菸毒性強、擴散快、難過濾、會大幅縮減濾網壽命，只有室內全面禁菸或室內吸菸區完全隔離（完全隔離的定義包括獨立空調或沒有空調、負壓隔離及管理好廢氣排放，在社會學上的定義還要有吸菸區不得提供吸菸以外的功能）才能大幅降低二手菸害，而室外在較為接近門窗處也必需禁菸。同理也適用於燃燒金紙、燃香及廚房油煙。
但是就算空氣過濾設計良好，空調系統造成的溫度變化過大（如由悶熱的室外進入涼爽的室內空間）本身就有潛在危險，空調機被認為會引起哮喘(vasomotor asthma或vasomotor rhinitis），是在轉換氣壓或氣溫的情況下通常會引起的反應。如果想要減少溫差造成的影響，應該配合風扇使用，最好是讓整個空間都有微風吹拂；在微風吹拂下，可以將溫度調高仍有相同舒適度，不但更健康、也更省電。
就算定期清洗空調機及擁有良好的過濾系統，緊閉門窗仍會造成二氧化碳濃度上升，因此由室外引進空氣也很重要，最好是引進經由過濾的空氣；如果要減少通風造成的能量損失，可以採用全熱交換機來引進室外空氣。

### 除濕
部分品牌的空調沒有精確除濕功能，容易除濕過度，造成乾眼症、空調病。室外温度很高，空气干燥时，不宜开启除湿模式，以免损坏压缩机。长时间开启除湿模式，空气对鼻子的刺激较大。

## 環境影響
冷氣消耗大量電力，帶來二氧化碳等溫室氣體的排放，令城市越來越熱。隨着空調的普及化，越來越多的人也能在家中享受冷氣，但當每家每户都啟動空調時，其設備運行時所產生的熱力亦令室外温度提升，尤其是夏天時所造成的影響就更明顯，熱島效應便是其中一例子。 

## 參看
- 能源
- 熱泵
- 供暖
- 暖通空調〈HVAC〉
- 製冷
- 風扇
- 爐
- 壁爐
- 冰箱

## 外部連結
- 製冷計算器 （页面存档备份，存于），美國家電製造商協會（AHAM）
- 消費者家庭節能嚮導-中央空調，美國能源效率經濟委員會（ACEEE）
- 獲得能源之星的中央空調 （页面存档备份，存于）